# Данило Машојевић
Данило Машојевић (Прибој, 10. март 1987) српски је радијски и телевизијски водитељ и новинар.

## Каријера
Студирао је Пољопривредни факултет Универзитета у Београду. Радио је на Радио-телевизији Прибој, телевизији Студентски град коју уређују студенти у склопу студентског дома, на неколико радио-станица у Црној Гори и подгоричкој телевизији Вијести. Каријеру наставља у магазину Стори и на телевизији Б92.
Био је запажени новинар-репортер у емисијама Б92 и Прве телевизије - Булевар Б92, 150 минута и Јутро од 2014. до 2019.
Лета 2019. напушта Прву телевизију и, заједно са више колега, одлази на кабловски канал Нова, где ради као репортер и уредник забаве у емисији Међу нама.
Од 1. јуна 2020. на Новој почиње приказивање јутарњег програма Пробуди се, чија издања викендом води Машојевић. Паралелно са тим, у 2021. почиње да води и Међу нама петком.. Био је водитељ емисије Зато, гласај!..
2024. године напушта телевизију Нова и прелази на Блиц ТВ где са колегиницом Мајом Николић од 9. септембра води емисију Јутро на Блиц, а такође и уређује емисију Блиц дан, дајући јој нови концепт и визуелни идентитет. 